# 다카마도노미야
타카마도노미야(일본어: 高円宮 たかまどのみや[*])는 노리히토 친왕의 궁호이다.
여기에서는 1984년 12월 6일에 창설된 타카마도노미야가에 대해서도 해설한다. 현행 황실전범 하에서 첫 직궁가 이외의 궁가 창설이며, 2021년 현재도 현존하는 유일한 직궁가 이외의 궁가이다. 현 당주는 노리히토 친왕비 히사코이다.
1986년 12월 2일에 도쿄도 미나토구 모토아카사카 2초메 1번 6호 (아카사카 어용지 내)에 타카마도노미야 저택을 새로 건설했다.

## 개요
「타카마도노미야 (高円宮)」의 궁호는 쇼와 천황이 내린 것으로, 아버지의 궁호의 유래가 된 나라시 동부 미카사산 근처에 있는 타카마도산에서 따왔다. 당주인 노리히토 친왕이 아들 (왕)을 두지 않은 채 2002년 (헤이세이 14년)에 사망했기 때문에, 현행 황실전범에서는 노리히토 친왕비 히사코와 딸인 츠구코 여왕의 사망 또는 황적 이탈로 궁가가 단절되게 된다.
2014년 5월 27일, 노리코 여왕의 약혼이 발표되면서, 결혼과 동시에 타카마도노미야가에서 신적강가하였다.
2018년 6월 26일, 아야코 여왕의 약혼이 발표되어, 결혼과 동시에 타카마도노미야가에서 신적강가하였다.

## 구성원
| 이름            | 이름                  | 성별 | 생년월일        | 나이 | 비고                 |
| --------------- | --------------------- | ---- | --------------- | ---- | -------------------- |
| 憲仁親王妃 久子 | 노리히토 친왕비히사코 | 여성 | 1953년 7월 10일 | 71세 |                      |
| 承子女王        | 츠구코 여왕           | 여성 | 1986년 3월 8일  | 39세 | 노리히토 친왕의 장녀 |

### 사망ㆍ황적 이탈
| 이름                 | 이름                        | 성별 | 생년월일         | 나이 (2022년 9월 26일 기준) | 비고                             | 비고                                                                                               |
| -------------------- | --------------------------- | ---- | ---------------- | --------------------------- | -------------------------------- | -------------------------------------------------------------------------------------------------- |
| 高円宮 憲仁親王      | 타카마도노미야노리히토 친왕 | 남성 | 1954년 12월 29일 | 향년 47세                   | 미카사노미야타카히토 친왕의 3남. | 2002년 11월 21일 사망                                                                              |
| 典子女王 (千家 典子) | 센게 노리코                 | 여성 | 1988년 7월 22일  | 36세                        | 노리히토 친왕의 차녀.            | 2014년 10월 5일, 센게 쿠니마로 (이즈모 대사 네기)와의 결혼으로 황적 이탈.                          |
| 絢子女王 (守谷 絢子) | 모리야 아야코               | 여성 | 1990년 9월 15일  | 34세                        | 노리히토 친왕의 3녀              | 2018년 10월 29일, 모리야 케이 (일본우선 사원ㆍNPO법인 국경없는 아이들 이사)와의 결혼으로 황적 이탈 |

## 계도
|                        |                        |                        |                        |                        |                        |                            |                            |                            |                            |                            |                            |                            |                            |                            |                            |                            |                            |                              |                              |                              |                              |                              |                              |                                    |                                    |                                    |                                    |                                    |                                    |                                    |                                    |                                    |                                    |                                    |                                    |
| 123 다이쇼 천황        |                        |                        |                        |                        |                        |                            |                            |                            |                            |                            |                            |                            |                            |                            |                            |                            |                            |                              |                              |                              |                              |                              |                              |                                    |                                    |                                    |                                    |                                    |                                    |                                    |                                    |                                    |                                    |                                    |                                    |
|                        |                        |                        |                        |                        |                        |                            |                            |                            |                            |                            |                            |                            |                            |                            |                            |                            |                            |                              |                              |                              |                              |                              |                              |                                    |                                    |                                    |                                    |                                    |                                    |                                    |                                    |                                    |                                    |                                    |                                    |
|                        |                        |                        |                        |                        |                        |                            |                            |                            |                            |                            |                            |                            |                            |                            |                            |                            |                            |                              |                              |                              |                              |                              |                              |                                    |                                    |                                    |                                    |                                    |                                    |                                    |                                    |                                    |                                    |                                    |                                    |
| 124 쇼와 천황          | 124 쇼와 천황          | 124 쇼와 천황          | 124 쇼와 천황          | 124 쇼와 천황          | 124 쇼와 천황          | 미카사노미야 타카히토 친왕 | 미카사노미야 타카히토 친왕 | 미카사노미야 타카히토 친왕 | 미카사노미야 타카히토 친왕 | 미카사노미야 타카히토 친왕 | 미카사노미야 타카히토 친왕 |                            |                            |                            |                            |                            |                            |                              |                              |                              |                              |                              |                              |                                    |                                    |                                    |                                    |                                    |                                    |                                    |                                    |                                    |                                    |                                    |                                    |
| 124 쇼와 천황          | 124 쇼와 천황          | 124 쇼와 천황          | 124 쇼와 천황          | 124 쇼와 천황          | 124 쇼와 천황          | 미카사노미야 타카히토 친왕 | 미카사노미야 타카히토 친왕 | 미카사노미야 타카히토 친왕 | 미카사노미야 타카히토 친왕 | 미카사노미야 타카히토 친왕 | 미카사노미야 타카히토 친왕 |                            |                            |                            |                            |                            |                            |                              |                              |                              |                              |                              |                              |                                    |                                    |                                    |                                    |                                    |                                    |                                    |                                    |                                    |                                    |                                    |                                    |
|                        |                        |                        |                        |                        |                        |                            |                            |                            |                            |                            |                            |                            |                            |                            |                            |                            |                            |                              |                              |                              |                              |                              |                              |                                    |                                    |                                    |                                    |                                    |                                    |                                    |                                    |                                    |                                    |                                    |                                    |
| 제 125대 천황 아키히토 | 제 125대 천황 아키히토 | 제 125대 천황 아키히토 | 제 125대 천황 아키히토 | 제 125대 천황 아키히토 | 제 125대 천황 아키히토 | 토모히토 친왕              | 토모히토 친왕              | 토모히토 친왕              | 토모히토 친왕              | 토모히토 친왕              | 토모히토 친왕              | 카츠라노미야 요시히토 친왕 | 카츠라노미야 요시히토 친왕 | 카츠라노미야 요시히토 친왕 | 카츠라노미야 요시히토 친왕 | 카츠라노미야 요시히토 친왕 | 카츠라노미야 요시히토 친왕 | 타카마도노미야 노리히토 친왕 | 타카마도노미야 노리히토 친왕 | 타카마도노미야 노리히토 친왕 | 타카마도노미야 노리히토 친왕 | 타카마도노미야 노리히토 친왕 | 타카마도노미야 노리히토 친왕 |                                    |                                    |                                    |                                    |                                    |                                    | 히사코                             | 히사코                             | 히사코                             | 히사코                             | 히사코                             | 히사코                             |
| 제 125대 천황 아키히토 | 제 125대 천황 아키히토 | 제 125대 천황 아키히토 | 제 125대 천황 아키히토 | 제 125대 천황 아키히토 | 제 125대 천황 아키히토 | 토모히토 친왕              | 토모히토 친왕              | 토모히토 친왕              | 토모히토 친왕              | 토모히토 친왕              | 토모히토 친왕              | 카츠라노미야 요시히토 친왕 | 카츠라노미야 요시히토 친왕 | 카츠라노미야 요시히토 친왕 | 카츠라노미야 요시히토 친왕 | 카츠라노미야 요시히토 친왕 | 카츠라노미야 요시히토 친왕 | 타카마도노미야 노리히토 친왕 | 타카마도노미야 노리히토 친왕 | 타카마도노미야 노리히토 친왕 | 타카마도노미야 노리히토 친왕 | 타카마도노미야 노리히토 친왕 | 타카마도노미야 노리히토 친왕 |                                    |                                    |                                    |                                    |                                    |                                    | 히사코                             | 히사코                             | 히사코                             | 히사코                             | 히사코                             | 히사코                             |
|                        |                        |                        |                        |                        |                        |                            |                            |                            |                            |                            |                            |                            |                            |                            |                            |                            |                            |                              |                              |                              |                              |                              |                              |                                    |                                    |                                    |                                    |                                    |                                    |                                    |                                    |                                    |                                    |                                    |                                    |
|                        |                        |                        |                        |                        |                        |                            |                            |                            |                            |                            |                            |                            |                            |                            |                            |                            |                            |                              |                              |                              |                              |                              |                              |                                    |                                    |                                    |                                    |                                    |                                    |                                    |                                    |                                    |                                    |                                    |                                    |
| 제 126대 천황 나루히토 | 제 126대 천황 나루히토 | 제 126대 천황 나루히토 | 제 126대 천황 나루히토 | 제 126대 천황 나루히토 | 제 126대 천황 나루히토 |                            |                            |                            |                            |                            |                            |                            |                            |                            |                            |                            |                            | 츠구코 여왕                  | 츠구코 여왕                  | 츠구코 여왕                  | 츠구코 여왕                  | 츠구코 여왕                  | 츠구코 여왕                  | 센케 노리코 (센케 쿠니마로와 결혼) | 센케 노리코 (센케 쿠니마로와 결혼) | 센케 노리코 (센케 쿠니마로와 결혼) | 센케 노리코 (센케 쿠니마로와 결혼) | 센케 노리코 (센케 쿠니마로와 결혼) | 센케 노리코 (센케 쿠니마로와 결혼) | 모리야 아야코 (모리야 케이와 결혼) | 모리야 아야코 (모리야 케이와 결혼) | 모리야 아야코 (모리야 케이와 결혼) | 모리야 아야코 (모리야 케이와 결혼) | 모리야 아야코 (모리야 케이와 결혼) | 모리야 아야코 (모리야 케이와 결혼) |